# Woops!
Woops! è una serie televisiva statunitense in 13 episodi di cui 10 trasmessi per la prima volta nel corso di una sola stagione nel 1992.
Durante la prima televisiva su FOX gli ultimi tre episodi non furono mandati in onda.
È una sitcom post apocalittica incentrata sulle vicende comiche di sei sopravvissuti a seguito di un olocausto nucleare.

## Trama
Due bambini ad una parata militare giocano con un apparecchio e lanciano inavvertitamente un missile nucleare scatenando una guerra atomica globale che porta all'annientamento quasi totale del genere umano. Sei sopravvissuti si rifugiano in una casa colonica abbandonata nel tentativo di sopravvivere e ristabilire la civiltà: l'ex insegnante Mark (che fa le veci del narratore raccontando le vicende al suo diario), la femminista Alice, lo yuppie arrogante Curtis, il giovane senzatetto burlone Jack, il medico di colore Frederick e la sexy manicurista Suzanne.

## Personaggi e interpreti
- Jack Connors (11 episodi, 1992), interpretato da Fred Applegate.
- Curtis Thorpe (11 episodi, 1992), interpretato da Lane Davies.
- Dottor Frederick Ross (11 episodi, 1992), interpretato da Cleavant Derricks.
- Alice McConnell (11 episodi, 1992), interpretata da Meagen Fay.
- Suzanne Stillman (11 episodi, 1992), interpretata da Marita Geraghty.
- Mark Braddock (11 episodi, 1992), interpretato da Evan Handler.

## Produzione
La serie, ideata da Gary Jacobs, fu prodotta da Drew Brown per la Touchstone Television Le musiche furono composte da George Englund Jr.. Tra i registi è accreditato Terry Hughes (11 episodi, 1992).

### Sceneggiatori
Tra gli sceneggiatori sono accreditati:
- Gary Jacobs in 3 episodi (1992)
- Mark Nutter in 2 episodi (1992)
- Pat Dougherty

## Distribuzione
La serie fu trasmessa negli Stati Uniti dal 27 settembre 1992 al 6 dicembre 1992 sulla rete televisiva FOX.

## Episodi
| Stagione       | Episodi | Prima TV USA |
| -------------- | ------- | ------------ |
| Prima stagione | 13      | 1992         |